# 鈴木一平のアタックヤング
『鈴木一平のアタックヤング』（すずきいっぺいのアタックヤング）は、かつてSTVラジオのラジオ番組『アタックヤング』の月曜日で、パーソナリティは鈴木一平。1981年4月放送開始、1983年3月放送終了。
本番組には度々歌手、シンガーソングライター仲間がゲスト出演し、放送中に生演奏を披露していた。

## 放送時間
- 毎週月曜日24:00～24:50（火曜日0:00～0:50）

## 主なコーナー
夢の本箱
- 有名・無名問わず、色々な童話、絵本、詩を紹介、またリスナーから寄せられた作品も紹介[2]。

激論コーナー
- リスナーから寄せられたはがきの内容を基にして、様々な問題をリスナーと一緒に語り合う[2]。

ライブ・イン・一平
- レコード化されていない曲を中心に、ライブの模様を伝える[2]。